# بيت الحيوان (فلم)
بيت الحيوان (بالإنجليزية: Animal House) هو فيلم كوميدي أمريكي من إخراج جون لانديس وتأليف هارولد راميس، دوغلاس كيني وكريس ميلر ومن بطولة جون بيلوشي، بيتر ريجرت، تيم ماثيسون، جون فيرنون وفيرنا بلوم، صدر الفيلم في 28 يوليو 1978.